# Rudolf Stammler
Karl Eduard Julius Theodor Rudolf Stammler, född 19 februari 1856 i Alsfeld, Hessen, död 25 april 1938 i Wernigerode, var en tysk jurist och rättsfilosof.
Stammler blev 1878 juris doktor, 1880 privatdocent i Leipzig samt, efter lärarverksamhet i Marburg och Giessen, 1885 professor i Halle an der Saale och 1916 i Berlin, en befattning som han lämnade 1923.
Stammler gjorde sig bland annat känd för en del praktisk-juridiska exempelsamlingar – Praktische Pandektenübungen (1893; andra upplagan 1896), Aufgaben aus dem römischen Recht (1910; egentligen tredje upplagan av Praktische Institutionenübungen), Übungen im bürgerlichen Recht für Anfänger (1898–1903; fjärde upplagan 1915), Praktikum des bürgerlichen Rechts für Vorgerückte (1898; andra upplagan 1903).
Stammler är dock främst känd för de rättsfilosofiska skrifter, i vilka han bekämpar den historiska skolan och den materialistiska historiesynen, bland annat Über die Methode der geschichtlichen Rechtstheorie (1888), Die Theorie des Anarchismus (1894), Wirtschaft und Recht nach der materialistischen Geschichtsauffassung (1896; tredje upplagan 1914), Die Lehre von dem richtigen Rechte (1902) och Theorie der Rechtswissenschaft (1911).